# سعيد محمد الشامسي
سعيد محمد الشامسي سياسي إماراتي، يشغل منصب مساعد وزير الخارجية لشؤون المنظمات الدولية بوزارة خارجية الإمارات العربية المتحدة. وكان الشامسي قد عمل سفيراً لبلاده لدى أستراليا ونيوزيلندا من عام 2005 وحتى عام 2008.

## تعليمه
- حصل على شهادة الدكتوراة في العلاقات الدولية من الجامعة الأمريكية بواشنطن.
- حصل على شهادة الماجستير في السياسة العامة الدولية من جامعة جون هوبكنز في واشنطن
- حصل على شهادة البيكلاريوس بالعلوم السياسية من جامعة أريزونا

## العمل الدبلوماسي
أنظم إلى وزاة الخارجية عام 1974 وشغل المناصب التالية:
- عمل في سفارة الإمارات في واشنطن.
- سفيراً لدى جمهورية الهند.
- سفيراً لدى جمهورية ألمانيا الإتحادية.
- سفيراً غير مقيم لدى جمهورية فنلندا.
- سفيراً غير مقيم لدى مملكة النرويج.
- سفيراً غير مقيم لدى مملكة الدانيمارك.
- سفيراً غير مقيم لدى مملكة السويد